# Zespół Criglera-Najjara
Zespół Criglera-Najjara (CNS, z ang. Crigler-Najjar syndrome) – rzadka choroba uwarunkowana genetycznie, będąca przyczyną ciężkiej żółtaczki.

## Zespół Criglera-Najjara typu I

### Etiopatogeneza
Choroba dziedziczona autosomalnie recesywnie. Jest wywołana mutacją genu UGT1A1. Powoduje to całkowity brak aktywności UDP-glukuronylotransferazy (UGT) w hepatocytach, co objawia się znacznie podwyższonym stężeniem we krwi bilirubiny niesprzężonej.

### Objawy i przebieg
Ciężka żółtaczka z dużym stężeniem bilirubiny niesprzężonej (20–45 mg/dl; 340–765 μmol/l). Ujawnia się już w pierwszych dniach po urodzeniu. Hiperbilirubinemia prowadzi do żółtaczki jąder podkorowych (kernicterus) i śmierci.

### Rozpoznanie
Rozpoznanie potwierdza biopsja wątroby (brak aktywności UGT).

### Leczenie
Intensywna, przewlekła fototerapia – powoduje zmniejszenie poziomu bilirubiny. Stosuje się także plazmaferezę. W skrajnych przypadkach jedyną skuteczna metodą leczenia jest przeszczepienie wątroby.

## Zespół Criglera-Najjara typu II
Mutacja genu UGT1A1 powoduje tylko częściowe zmniejszenie aktywności UGT. Efektem tego jest łagodniejszy przebieg choroby i niższe stężenia bilirubiny (niż w typie I). Zazwyczaj nie dochodzi do objawów neurologicznych. Leczenie polega na podawaniu fenobarbitalu.